# Lepidozamia
Lepidozamia (Лепідозамія) — рід голонасінних рослин родини замієві (Zamiaceae). Рід містить чотири види, два збережених (L. hopei і L. peroffskyana) і два (третинний) вимерлих, ендемічних для Австралії. Описаний 1857 року на основі живої рослини (L. peroffskyana) в Петербурзькому ботанічному саду. Назва походить від грец. λεπιδος — «лускатий», що відноситься до лускатоподібних структур при основах стебла і листя.

## Опис
Великі рослини з міцним, дерев'янистим, прямим стовбуром. Листки перисті, блискучі, зелені. Жіночі шишки поодинокі, яйцюваті, прямовисні, майже сидячі. Чоловічі шишки поодинокі, еліптичні, майже сидячі. Число хромосом, 2n = 18.
L. hopei досягає висоти 20 м з діаметром 50 см. Це найвища рослина з саговникоподібних.

## Поширення
Сучасні рослини населяють Новий Південний Уельс і Квінсленд, недалеко від узбережжя. Рослини зростають у дощових лісах або аналогічних захищених лісових ділянках. Ґрунт — добре структуровані суглинки.